# T자형 삼색기
T자형 삼색기는 가로 줄무늬 2개에 깃대 쪽으로 세로 줄무늬가 나 있는 삼색기의 종류이다. 국기를 돌렸을 때 줄무늬의 경계가 T자 모양이다.

## T자형 삼색기에 속하는 국기
문장이 포함된 T자형 삼색기는 굵은 글씨로 표시되어있다. 벨라루스의 국기는 왼쪽 직사각형이 패턴으로 채워진 특이한 국기이다.

사진
기니비사우의 국기
마다가스카르의 국기
베냉의 국기
벨라루스의 국기

## 비슷한 국기

아랍에미리트의 국기
오만의 국기